# Rick and Morty
Rick and Morty (Rick i Morty) és una sèrie d'animació per a adults estatunidenca, dels gèneres ciència-ficció, aventures i comèdia, que tracta temes filosòfics, científics, tecnològics i psicològics. La sèrie segueix les desventures d'un cínic científic boig, Rick Sanchez, i el seu irritant i fàcilment influenciable net, Morty Smith, en el seu dia a dia tot intercalant la vida domèstica amb les seves aventures interdimensionals. Va ser creada per Justin Roiland i Dan Harmon per a Cartoon Network, en concret per a la programació del bloc nocturn d'Adult Swim.
La sèrie es va estrenar el 2 de desembre del 2013 i la tercera temporada va acabar l'1 d'octubre del 2017. El maig de 2018 s'anuncià la continuïtat de la sèrie en un acord per produir 70 episodis més.

## Premissa
Una peculiaritat narrativa de la sèrie és la seva capacitat de col·locar els personatges en situacions aparentment mundanes al començament del capítol —com seria el cas d'un casament ("The Wedding Squanchers")—, però que lentament evolucionen cap a l'estranyesa i extraordinarietat.

### Personatges
La sèrie es basa en les aventures dels membres de la família Smith, la qual consisteix en els pares Beth i Jerry, els seus fills Summer i Morty, i el pare de la Beth, en Rick Sanchez, qui acaba de mudar-se amb ells.
En Rick és un excèntric científic boig i alcohòlic, qui rebutja moltes convencions normals i socials com l'escola, el matrimoni, l'amor i família. Sovint emprèn aventures amb el seu net de 14 anys, en Morty, un agradable però afligit noi. Les seves personalitats es complementen gràcies a la ingenuïtat i la moral d'en Morty, que xoca amb l'ego i la maquiavèlica forma de ser d'en Rick. Summer, la germana de 17 anys, és una adolescent més convencional, qui es preocupa per millorar el seu estatus social, tot i que a vegades acompanya a en Rick i en Morty a les seves aventures. Beth, la mare, és una persona generalment calmada i sensible, assertiva i una gran personalitat dins la casa, tot i que molt conscient del seu rol com a cirurgiana de cavalls. Es mostra descontenta amb el seu matrimoni amb en Jerry, un home molt simple i insegur, qui rebutja la influència d'en Rick a la família. 
 
Diferents versions dels personatges habiten altres dimensions per tot el multivers, cosa que fa que les seves característiques personals puguin variar d'una realitat a una altra. El Rick "original" de la sèrie s'identifica a ell mateix com a "Rick Sanchez de la dimensió de la Terra C-137", en referència al seu univers original, però això no implica necessàriament els altres membres de la família Smith. Per exemple, a l'episodi de la primera temporada "Rick Potion #9", després de convertir tota la població mundial en monstres, en Rick i en Morty es muden a una altra dimensió, deixant a la Summer, la Beth i en Jerry enrere.

### On succeix
Segons Justin Roiland, la família viu als afores de Seattle, a l'estat de Washington. Les aventures de Rick i Morty, tanmateix, tenen lloc a través d'un nombre infinit de realitats, amb els personatges viatjant a altres planetes i dimensions a través de portals i el cotxe volador d'en Rick .

## Episodis
| Temporada | Temporada | Episodis | Estrena                | Final                 |
| --------- | --------- | -------- | ---------------------- | --------------------- |
|           | 1         | 11       | 2 de desembre de 2013  | 14 d'abril de 2014    |
|           | 2         | 10       | 26 de juliol de 2015   | 4 d'octubre de 2015   |
|           | 3         | 10       | 1 d'abril de 2017      | 1 d'octubre de 2017   |
|           | 4         | 10       | 10 de novembre de 2019 | 31 de maig de 2020    |
|           | 5         | 10       | 20 de juny de 2021     | 5 de setmebre de 2021 |

La sèrie va ser anunciada durant la presentació d'Adult Swim el 2012. Adult Swim va anunciar 10 episodis de mitja hora —no incloent l'episodi pilot— per compondre la primera temporada .
Després de la finalització de la tercera temporada, es mantenia en dubte la continuïtat de la sèrie, sense que s'anunciés la renovació o l'estat de producció. El març de 2018, Harmon tuiteja que no ha començat a escriure els nous episodis per la quarta temporada, en part perquè Adult Swim encara no havia encarregat cap episodi ni havia renovat la sèrie per una quarta temporada. Com a motiu del retard, Harmon explicà que les negociacions del contracte estaven sent més complicades, en comparació a les temporades anteriors. Poc després, Harmon i Roiland van clarificar que les negociacions s'havien allargat perquè ells volien tenir la seguretat de que hi haurien moltes més temporades de la sèrie, cosa que permetria a Harmon poder dedicar-s'hi a temps complet. Això permetria a Harmon no haver de dividir la seva atenció entre Rick and Morty i altres projectes per mantenir la seva carrera.
El maig de 2018, Adult Swim anuncia un acord a llarg termini amb els creadors, encarregant 70 nous episodis de Rick and Morty. El nombre d'episodis per temporada roman desconegut, tot i que uns mesos abans en Harmon havia manifestat el seu interès en crear més de 10 episodis per temporada. El guionista Ryan Ridley ha dit que l'emissió de la quarta temporada podria tenir lloc a finals de 2019.

### 1a temporada (2013–14)
| Núm. total | Núm. de la temporada | Títol                                  | Direcció         | Guió                          | Data d'emissió original | Espectadors U.S. (milions) |
| ---------- | -------------------- | -------------------------------------- | ---------------- | ----------------------------- | ----------------------- | -------------------------- |
| 1          | 1                    | «Pilot»                                | Justin Roiland   | Dan Harmon & Justin Roiland   | 2 de desembre de 2013   | 1.10                       |
| 2          | 2                    | «Lawnmower Dog»                        | John Rice        | Ryan Ridley                   | 9 de desembre de 2013   | 1.51                       |
| 3          | 3                    | «Anatomy Park»                         | John Rice        | Eric Acosta & Wade Randolph   | 16 de desembre de 2013  | 1.30                       |
| 4          | 4                    | «M. Night Shaym-Aliens!»               | Jeff Myers       | Tom Kauffman                  | 13 de gener de 2014     | 1.32                       |
| 5          | 5                    | «Meeseeks and Destroy»                 | Bryan Newton     | Ryan Ridley                   | 20 de gener de 2014     | 1.61                       |
| 6          | 6                    | «Rick Potion #9»                       | Stephen Sandoval | Justin Roiland                | 27 de gener de 2014     | 1.75                       |
| 7          | 7                    | «Raising Gazorpazorp»                  | Jeff Myers       | Eric Acosta & Wade Randolph   | 10 de març de 2014      | 1.76                       |
| 8          | 8                    | «Rixty Minutes»                        | Bryan Newton     | Tom Kauffman & Justin Roiland | 17 de març de 2014      | 1.48                       |
| 9          | 9                    | «Something Ricked This Way Comes»      | John Rice        | Mike McMahan                  | 24 de març de 2014      | 1.54                       |
| 10         | 10                   | «Close Rick-counters of the Rick Kind» | Stephen Sandoval | Ryan Ridley                   | 7 d'abril de 2014       | 1.75                       |
| 11         | 11                   | «Ricksy Business»                      | Stephen Sandoval | Ryan Ridley & Tom Kauffman    | 14 d'abril de 2014      | 2.13                       |

### 2a temporada (2015)
| Núm. total | Núm. de la temporada | Títol                                     | Direcció        | Guió                                       | Data d'emissió original | Espectadors U.S. (milions) |
| ---------- | -------------------- | ----------------------------------------- | --------------- | ------------------------------------------ | ----------------------- | -------------------------- |
| 12         | 1                    | «A Rickle in Time»                        | Wes Archer      | Matt Roller                                | 26 de juliol de 2015    | 2.12                       |
| 13         | 2                    | «Mortynight Run»                          | Dominic Polcino | David Phillips                             | 2 d'agost de 2015       | 2.19                       |
| 14         | 3                    | «Auto Erotic Assimilation»                | Bryan Newton    | Ryan Ridley                                | 9 d'agost de 2015       | 1.94                       |
| 15         | 4                    | «Total Rickall»                           | Juan Meza-León  | Mike McMahan                               | 16 d'agost de 2015      | 1.96                       |
| 16         | 5                    | «Get Schwifty»                            | Wes Archer      | Tom Kauffman                               | 23 d'agost de 2015      | 2.12                       |
| 17         | 6                    | «The Ricks Must Be Crazy»                 | Dominic Polcino | Dan Guterman                               | 30 d'agost de 2015      | 1.91                       |
| 18         | 7                    | «Big Trouble in Little Sanchez»           | Bryan Newton    | Alex Rubens                                | 13 de setembre de 2015  | 1.97                       |
| 19         | 8                    | «Interdimensional Cable 2: Tempting Fate» | Juan Meza-León  | Dan Guterman, Ryan Ridley & Justin Roiland | 20 de setembre de 2015  | 1.79                       |
| 20         | 9                    | «Look Who's Purging Now»                  | Dominic Polcino | Dan Harmon, Ryan Ridley & Justin Roiland   | 27 de setembre de 2015  | 1.89                       |
| 21         | 10                   | «The Wedding Squanchers»                  | Wes Archer      | Tom Kauffman                               | 4 d'octubre de 2015     | 1.84                       |

### 3a temporada (2017)
| Núm. total | Núm. de la temporada | Títol                                     | Direcció        | Guió                                                                                  | Data d'emissió original | Espectadors U.S. (milions) |
| ---------- | -------------------- | ----------------------------------------- | --------------- | ------------------------------------------------------------------------------------- | ----------------------- | -------------------------- |
| 22         | 1                    | «The Rickshank Rickdemption»              | Juan Meza-León  | Mike McMahan                                                                          | 1 d'abril de 2017       | 0.68                       |
| 23         | 2                    | «Rickmancing the Stone»                   | Dominic Polcino | Jane Becker                                                                           | 30 de juliol de 2017    | 2.86                       |
| 24         | 3                    | «Pickle Rick»                             | Anthony Chun    | Jessica Gao                                                                           | 6 d'agost de 2017       | 2.31                       |
| 25         | 4                    | «Vindicators 3: The Return of Worldender» | Bryan Newton    | Sarah Carbiener & Erica Rosbe                                                         | 13 d'agost de 2017      | 2.66                       |
| 26         | 5                    | «The Whirly Dirly Conspiracy»             | Juan Meza-León  | Ryan Ridley                                                                           | 20 d'agost de 2017      | 2.29                       |
| 27         | 6                    | «Rest and Ricklaxation»                   | Anthony Chun    | Tom Kauffman                                                                          | 27 d'agost de 2017      | 2.47                       |
| 28         | 7                    | «The Ricklantis Mixup»                    | Dominic Polcino | Dan Guterman & Ryan Ridley                                                            | 10 de setembre de 2017  | 2.38                       |
| 29         | 8                    | «Morty's Mind Blowers»                    | Bryan Newton    | Mike McMahan, James Siciliano, Ryan Ridley, Dan Guterman, Justin Roiland & Dan Harmon | 17 de setembre de 2017  | 2.51                       |
| 30         | 9                    | «The ABC's of Beth»                       | Juan Meza-León  | Mike McMahan                                                                          | 24 de setembre de 2017  | 2.49                       |
| 31         | 10                   | «The Rickchurian Mortydate»               | Anthony Chun    | Dan Harmon                                                                            | 1 d'octubre de 2017     | 2.60                       |

## Producció

### Desenvolupament
Rick i Morty va ser creat per Justin Roiland i Dan Harmon. El duo es va conèixer al Channel 101, un festival mensual de cinema benèfic de Los Ángeles. A Channel 101, els participants presentaven un curt en format de episodi pilot, i l'audiència decidia quins seguirien com a sèrie. Roiland va començar a publicar contingut en aquest festival l'any 2004. 
El 2012, Harmon fou acomiadat de Community. Adult Swim, que plantejava una sèrie que fos un èxit, es va apropar a Harmon, qui inicialment va veure el canal com a desajustat pel seu estil.  A més, no estava familiaritzat amb l'animació, i el seu procés de creació televisiva se centrava més en el diàleg, els personatges i la història. Llavors, es va posar en contacte amb en Roiland per saber si tenia qualsevol idea per una sèrie animada. En Roiland va pensar ràpidament en adaptar les històries d'en Doc i en Mharti, nom dels quals va canviar a Rick i Morty.

### Guió
La fórmula general d'escriptura de Rick i Morty consisteix en la juxtaposició de dos escenaris conflictius: un extremadament egoísta i alcoholic avi que arrossega al seu net a través de l'espai per viure aventures intergalàctiques i/o interdimensionals, combinat amb un drama familiar. Això ha fet que Harmon descrigui la sèrie com una combinació entre dos dels shows creats per Matt Groening, Els Simpsons i Futurama, fent una balança entre la vida familiar i una marcada ciència-ficció. La sèrie està inspirada en la forma britànica d'explicar histories, oposada a la forma americana aplicada a les histories familiars de televisió. Els autors han optat per no seguir amb una continuïtat tradicional, sinó per unes línies temporals discontínues, sense regles.
En alguns dels episodis de la sèrie es troben referències cinematogràfiques, filosòfiques o literaries. Alguns exemples són La Rebel·lió dels Animals, els Caçafantasmes, Nosferatu, Zardoz, Footloose, Nightmare in Elm Street, Jurassic Park, Mad Max o la filosofia de H. P. Lovecraft.

## Filosofia
Ningú existeix a propòsit; ningú pertany a cap lloc; tothom morirà. Vine a veure la tele.
Hi ha hagut discussions entre els espectadors sobre la filosofia de Rick i Morty. Normalment, la sèrie pren un caire existencialista, mentre que Harmon ha descrit a en Rick com un anarquista a qui no li agrada que li diguin què ha de fer . Altres filosofies a les quals s'ha fet referència mitjançant l'actitud dels personatges o situacions són l'absurdisme, el nihilisme i l'obra de Friedrich Nietzsche .
La sèrie parla sobre la insignificància de l'existència humana comparada amb la mida de l'univers, sense cap presència divina, com la definició filosòfica de Lovecraft sobre el cosmisme. Els personatges de la sèrie troben formes de fer front a l'horror i el temor existencial, ja sigui afirmant la utilitat de la ciència sobre la màgia o escollint una vida feliç gràcies a la ignorància

## Recepció

### Crítica
Rick i Morty ha rebut una aclamació per la crítica mundial, amb una qualificació d'aprovació del 97% part dels crítics en el lloc web agregador de ressenyes Rotten Tomatoes. A més, la primera temporada manté una puntuació de 85 a Metacritic . David Weigand, del San Francisco Chronicle, la va descriure com a "poc convencional i a vegades tosca... però la conclusió aquí és que funciona". Va elogiar la direcció de l'animació de James McDermott per ser "fresca, colorida i tan desbaratada como el guió", va afirmar que la sèrie posseeix "ombres de Futurama, South Park i, fins i tot, Beetlejuice", i finalment opinà que el seu humor se sentia "totalment original". Neil Genzlinger del The New York Times elogià la sèrie i afirmà que representa la "criança per part dels avis (grandparenting) en el seu millor estat trastornat."
Todd Spangler de Variety atorgà a la sèrie una crítica tèbia: tot i admetre que la sèrie és acceptable, la va contrastar amb d'altres d'Adult Swim amb el fet que "sovint sembla massa dependent a ser només frenètica a costa de ser enginyosa". També afirma que la va gaudir com un "intent benvingut a somiar una mica més". David Sims de The A.V. Club atorgà a la sèrie una "A−". En revisar els dos primers episodis, n'elogià l'animació pel seu "estil net i simple". Afirmà que si bé la sèrie té una "sensibilitat fosca i malaltissa", felicita el seu "esforç per donar a cada personatge una mica de profunditat", aplaudint encara més el talent de la veu de Roiland en els personatges epònims.

### Premis i nominacions
| Any  | Premi                             | Categoria                                                                                  | Nominació                                                                                            | Resultat  | Ref.   |
| ---- | --------------------------------- | ------------------------------------------------------------------------------------------ | --- | --------- | ------ |
| 2014 | BTVA Voice Acting Awards          | Best Male Vocal Performance in a Television Series in a Supporting Role — Comedy/Musical   | Chris Parnell                                                                                        | Nominat   | [ 62 ] |
| 2014 | BTVA Voice Acting Awards          | Best Female Vocal Performance in a Television Series in a Supporting Role — Comedy/Musical | Sarah Chalke                                                                                         | Nominat   | [ 62 ] |
| 2014 | IGN Awards                        | Best TV Animated Series                                                                    | Rick and Morty                                                                                       | Nominat   | [ 63 ] |
| 2014 | IGN People's Choice Award         | Best TV Animated Series                                                                    | Rick and Morty                                                                                       | Nominat   | [ 63 ] |
| 2015 | BTVA Voice Acting Awards          | Best Male Lead Vocal Performance in a Television Series — Comedy/Musical                   | Justin Roiland                                                                                       | Guanyador | [ 64 ] |
| 2015 | Annie Awards                      | Best General Audience Animated TV/Broadcast Production                                     | Rick and Morty                                                                                       | Nominat   | [ 65 ] |
| 2015 | IGN Awards                        | Best Animated Series                                                                       | Rick and Morty                                                                                       | Guanyador | [ 66 ] |
| 2015 | IGN People's Choice Award         | Best Animated Series                                                                       | Rick and Morty                                                                                       | Guanyador | [ 66 ] |
| 2016 | BTVA Voice Acting Awards          | Best Male Lead Vocal Performance in a Television Series                                    | Justin Roiland                                                                                       | Nominat   | [ 67 ] |
| 2016 | BTVA Voice Acting Awards          | Best Vocal Ensemble in a Television Series                                                 | Rick and Morty                                                                                       | Nominat   | [ 67 ] |
| 2016 | Gold Derby Awards                 | Best Animated Series                                                                       | Rick and Morty                                                                                       | Nominat   | [ 68 ] |
| 2017 | Teen Choice Awards                | Choice Animated TV Show                                                                    | Rick and Morty                                                                                       | Nominat   | [ 69 ] |
| 2017 | IGN Awards                        | TV Series of the Year                                                                      | Rick and Morty                                                                                       | Nominat   | [ 70 ] |
| 2017 | IGN Awards                        | Best TV Episode                                                                            | "The Ricklantis Mixup"                                                                               | Nominat   | [ 71 ] |
| 2017 | IGN Awards                        | Best Animated Series                                                                       | Rick and Morty                                                                                       | Guanyador | [ 72 ] |
| 2017 | IGN Awards                        | Best Comedy Series                                                                         | Rick and Morty                                                                                       | Nominat   | [ 73 ] |
| 2017 | IGN Awards                        | Best Comedic TV Performance                                                                | Justin Roiland                                                                                       | Guanyador | [ 74 ] |
| 2017 | IGN People's Choice Award         | TV Series of the Year                                                                      | Rick and Morty                                                                                       | Guanyador | [ 70 ] |
| 2017 | IGN People's Choice Award         | Best TV Episode                                                                            | "The Ricklantis Mixup"                                                                               | Nominat   | [ 71 ] |
| 2017 | IGN People's Choice Award         | Best Animated Series                                                                       | Rick and Morty                                                                                       | Guanyador | [ 72 ] |
| 2017 | IGN People's Choice Award         | Best Comedy Series                                                                         | Rick and Morty                                                                                       | Guanyador | [ 73 ] |
| 2017 | IGN People's Choice Award         | Best Comedic TV Performance                                                                | Justin Roiland                                                                                       | Guanyador | [ 74 ] |
| 2018 | Critics' Choice Television Awards | Best Animated Series                                                                       | Rick and Morty                                                                                       | Guanyador | [ 75 ] |
| 2018 | Annie Awards                      | Best General Audience Animated Television/Broadcast Production                             | "Pickle Rick"                                                                                        | Guanyador | [ 76 ] |
| 2018 | Annie Awards                      | Outstanding Achievement for Writing in an Animated Television/Broadcast Production         | Ryan Ridley, Dan Guterman (per "The Ricklantis Mixup")                                               | Guanyador | [ 76 ] |
| 2018 | Golden Reel Awards                | Outstanding Achievement in Sound Editing – Animation Short Form                            | Hunter Curra, Kailand Reily, Andrew Twite, Joy Elett, Jeff Halbert, Konrad Pinon (per "Pickle Rick") | Nominat   | [ 77 ] |
| 2018 | BTVA Voice Acting Awards          | Best Male Vocal Performance in a Television Series in a Guest Role                         | Christian Slater                                                                                     | Nominat   | [ 78 ] |
| 2018 | Saturn Awards                     | Best Animated Series on Television                                                         | Rick and Morty                                                                                       | Pendent   | [ 79 ] |
| 2018 | Teen Choice Awards                | Choice Animated TV Show                                                                    | Rick and Morty                                                                                       | Pendent   | [ 80 ] |

### Impacte en la cultura popular
- El 17 de maig de 2015, el final de la 26a temporada de la famosa sitcom animada, El Simpson, va obrir amb un elaborat couch gag amb la presència d'en Rick i en Morty, escrit per Harmon i Roiland.[81][82]
- El 30 de novembre de 2015, la cadena de restaurants de menjar ràpid Carl Jr. i Hardee's van fer un anunci televisiu on apareixien els dos protagonistes[83]
- El 13 de maig de 2017, en un curt promocional per la pel·lícula de 2017 d'Alien: Covenant, Rick i Morty aterren a la dimensió d'Alien, on un facehugger salta a la cara d'en Rick i mor per la toxicitat dels fàrmacs i l'alcohol dins el cos del personatge. [84][85]
- L'Ajudant de Google ha estat programat per reconèixer i donar resposta a diverses catchphrases de la sèrie. Per exemple, si l'usuari diu "Wubba lubba dub dub", l'ajudant respondrà: "Ho sento, no parlo l'idioma dels Birdperson" o "Estàs trist? Com et puc ajudar?", fent referència a l'episodi de la primera temporada "Ricksy Business", on Birdperson explica a en Morty que aquesta frase que tant diu en Rick significa "sento un gran dolor, ajuda'm si us plau". Un altre exemple és l'ordre "Get Schwifty", a la qual l'assistent de Google respon seguint la cançó.[86]

#### Salsa Szechuan
En el primer episodi de la tercera temporada de Rick i Morty, April's Fool Day, en Rick assegura que faria el que fos necessari per a aconseguir la salsa Szechuan, una salsa que va llançar la cadena de menjar ràpid McDonald's el 1998 com a promoció per a la pel·lícula Mulan, la preferida del protagonista. Durant un dia, el 7 d'octubre de 2017, la cadena va decidir vendre una edició limitada d'aquesta salsa, la qual es va exhaurir ràpidament en molts establiments de McDonald's. En altres locals, en canvi, no tenien a la venda ni un dels sobres de salsa Szechuan. Això va fer que molts dels fans que feien cua per aconseguir aquesta salsa es revoltessin, fins al punt que la polícia hagués d'intervenir en alguns d'aquests locals per tal de calmar una multitud expectant d'aquest producte. Aquests petits sobres s'han estat venent a Ebay per més de 1.500 dòlars.

## Altres productes

### Còmics
- A la Comic Con 2014 de Nova York, l'editor d'Oni Press, James Lucas Jones, va anunciar que una adaptació de Rick i Morty a còmic seria real a principis del 2015. El còmic es va estrenar l'1 d'abril del 2015, sota el títol de "BAM". Els còmics són escrits per Zac Groman i il·lustrats per CJ Cannon.[87]

### Videojocs
- El 2014, Rick and Morty Rushed Licensed Aventure, un joc flash de point-and-click va publicar-se a la pàgina d'Adult Swim. [88]
- El desembre de 2014, Rick and Morty: Jerry's Game va ser llançat per iOS i Android. El joc consisteix a fer explotar globus infinitament. De tant en tant, apareixen els personatges de la sèrie. La quantitat de globus explotats és comptada i utilitzada com a moneda per desbloquejar globus especials i altres complements. El joc es basa en un minijoc al qual estava jugant en Jerry en un episodi. [89]
- El10 d'agost de 2015, un pack ambientat en Rick i Morty va ser llançat pel competitiu joc multijugador, Dota 2.[90] El pack podia ser comprat pels jugadors i reemplaçava les veus que venient per defecte per les dels personatges de la sèrie.
- Pocket Mortys és un joc paròdia de Pokémon, llançat per iOS i Android com un joc gratuït d'Adult Swim Games el 13 de gener del 2016[91][92] Coincidint amb la interpretacio de diferents mons, el joc segueix versions d'en Rick i en Morty que pertanyen a una línia temporal alternativa, no al propi duo protagonista de la sèrie. El joc té un estil i un concepte similar al dels jocs de Pokémon, on s'hauran de capturar "Mortys salvatges" i lluitar contra ells amb Aliens, Ricks i Jerrys. El joc conté les veus d'en Roiland i en Harmon.
- Rick and Morty: Virtual Rick-ality, va ser anunciat el 15 de juliol del 2016 i llançat el 20 d'abril del 2017. Es tracta d'un joc de realitat virtual per HTC Vive VR i Oculus Rift, desenvolupat per Owlchemy Labs, els desenvolupadors de Job Simulator[93][94]

### Jocs per a tablet
- El 22 de juny de 2016, Cryptozoic Entertainment va llençar Total Rickall, un joc cooperatiu d'estratègia basat en la trama de l'episodi d'el mateix nom, on els jugadors han de determinar quins caràcters són reals o paràsits.[95]
- El 3 d'agost de 2016, Cryptozoic Entertainment va llençar Meeseeks' Box o' Fun, un joc que combina elements de jocs de daus i veritat o gosar on apareixen els famosos personatges Meeseeks, els quals apareixen a l'episodi "Meeseeks i Destruir".[96]

### Altres
- L'11 de maig de 2017, el Rickmobile, una botiga de viatge amb marxandatge exclusiu, va fer la seva primera parada a Atlanta pel Rick and Morty Don't Even Trip Road Trip.[97][98]